# Félix Likiniano
Félix Likiniano, né le 14 janvier 1909 à Eskoriatza (Espagne) et mort le  22 décembre 1982 à Biarritz, est un militant anarchiste basque. Casilda Hernáez est sa partenaire de vie.

## Biographie
Il a combattu dans la guerre civile espagnole. Pendant les premiers moments du soulèvement militaire, il a pris part à la défense de Saint-Sébastien, en coupant l'avance rebelle à travers la rue d'Urbieta dans le centre-ville où étaient postés les forces de la Confédération nationale du travail ou CNT. Par la suite, quand la colonne de Pérez Garmendia, qui était sortie défendre Vitoria-Gasteiz, est retournée depuis Eibar, ils ont fait replier les rebelles jusqu'aux quartiers de Loiola. Plus tard, dans l'attaque des quartiers de Loiola, Likiniano guidera l'assaut jusqu'aux dépôts d'armes. 

Pendant les mois suivants, il a pris part à la défense des lignes à la frontière du Guipuscoa-Navarre et, après la chute de Saint-Sébastien aux mains  nationalistes, il a continué la résistance armée en Aragon, Catalogne, en France (dans la résistance française à l'occupation nazi) et de nouveau en Pays basque (dans les guérillas que se créent le long de la frontière hispano-française, mouvement connu comme le maquis) .

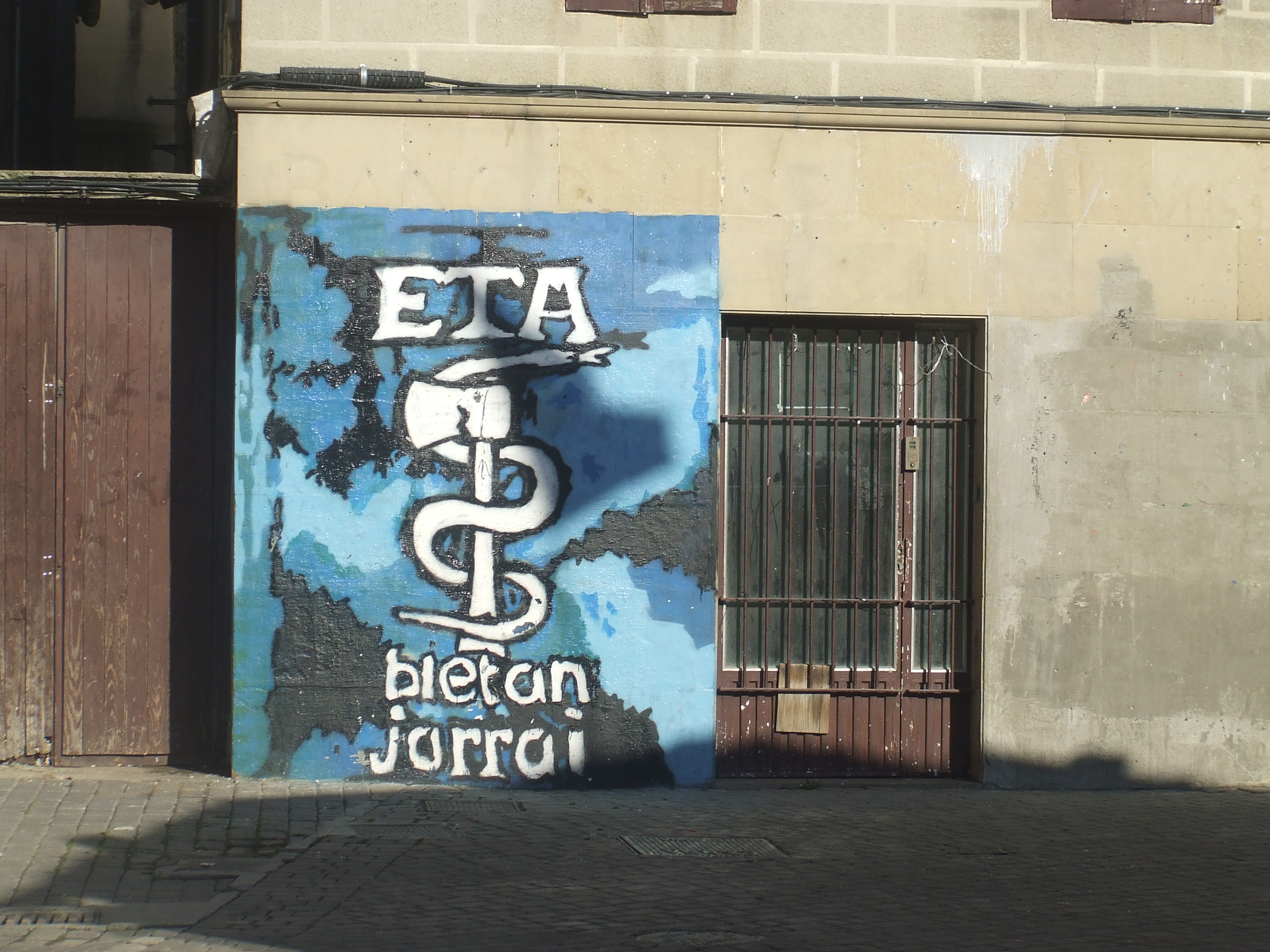
Anagramme d'ETA, logo créé par Félix Likiniano.

Dans les années 1960, il a connu et aidé des membres de l'organisation alors florissante ETA et a conçu le logo à la hache et serpent, qui a été ensuite utilisé par ETA.
Sa vision du rapprochement entre l'anarchisme et le nationalisme basque, partagé avec son ami Federico Krutwig, a été reconnue durant les années 1990 par les activistes autonomes de Bilbao qui ont créé une association culturelle qui a porté son nom (Felix Likiniano Kultur Elkartea) jusqu'à ce qu'il disparaisse en 2006, qui sera remplacé par le collectif Gatazka (conflit en basque).
Il a été le compagnon de Soledad Casilda Hernaéz.

### Sources et bibliographie
- (es) Cet article est partiellement ou en totalité issu de l’article de Wikipédia en espagnol intitulé « Félix Liquiniano » (voir la liste des auteurs).
- (fr) Jean Chalvidant, ETA : L'enquête, éd. Cheminements, coll. « Part de Vérité », octobre 2003, 426 p. (ISBN 978-2-84478-229-8)
- (fr) Jacques Massey, ETA : Histoire secrète d'une guerre de cent ans, Paris, Flammarion, coll. « EnQuête », février 2010, 386 p. (ISBN 978-2-08-120845-2)
- Félix Likiniano, anarquista y diseñador
- (en) The Daily Bleed : notice biographique.